# Estádio dos Eucaliptos
Het Estádio Ildo Meneghetti informeel: Estadio dos Eucalyptos was een voetbalstadion in Porto Alegre in Brazilië. Het werd bespeeld door SC Internacional en had een capaciteit van 20.000 toeschouwers. Het werd gebruikt tijdens het WK voetbal in 1950 toen er twee wedstrijden werden gespeeld. De laatste wedstrijd in het stadion werd gespeeld in 1969 toen SC Internacional met 4-1 won van SC Rio Grande. De club verhuisde naar het nieuwe stadion Beire-Rio dat ook gebruikt zal worden voor het WK in 2014.

## WK interlands
| № | Datum        | Wedstrijd            | Uitslag | Competitie             | Toeschouwers |
| - | ------------ | -------------------- | ------- | ---------------------- | ------------ |
| 1 | 28 juni 1950 | Joegoslavië – Mexico | 4 – 1   | WK 1950 Groepsfase (A) | 11.078       |
| 2 | 16 juni 1950 | Zwitserland – Mexico | 2 – 1   | WK 1950 Groepsfase (A) | 3.580        |

Estádio do Maracanã (Rio de Janeiro) · Estádio do Pacaembu (São Paulo) · Estádio Sete de Setembro (Belo Horizonte) · Estádio Durival de Britto (Curitiba) · Estádio dos Eucaliptos (Porto Alegre) · Estádio Ilha do Retiro (Recife)